# Fargniers
Fargniers es una comuna asociada a Tergnier y una antigua comuna francesa, ubicada en el departamento de Aisne en la región de Alta Francia.

## Historia
Fargniers fue un antiguo municipio de Aisne, disuelto por el decreto de la prefectura del 3 de diciembre de 1973. Desde el 1 de enero de 1974, se adjuntó bajo el estatus de comuna asociada a Tergnier. 
En 1918, tras las batallas de la Primera Guerra Mundial, el 95% del patrimonio construido de la ciudad resultó dañado. Se llevó a cabo un vasto plan de reconstrucción por iniciativa del alcalde. Este proceso comenzó en 1922 y finalizó en 1928.

## Urbanismo, patrimonio y monumentos históricos

### La plaza Carnegie y su reconstrucción
El proyecto de reconstrucción después de la Primera Guerra Mundial se basa en el principio de zonas concéntricas y calles radiales alrededor de una plaza central. En las inmediaciones de la plaza se encuentran equipamientos comunes (ayuntamiento, correos, comisaría, salón comunal, colegios, etc.) así como espacios verdes.
Este conjunto fue diseñado por los arquitectos Paul Bigot y Henri-Paul Nénot y construido entre 1922 y 1928.
La reconstrucción de edificios públicos contó con una dotación de 150.000 dólares de la Fundación Carnegie creada por el industrial estadounidense Andrew Carnegie. En el centro de la plaza central se erige un monumento a la memoria de Andrew Carnegie.
El conjunto está catalogado como monumento histórico desde el 1 de diciembre de 1998: el ayuntamiento y la antigua sala municipal en su totalidad, así como las cubiertas y fachadas de los demás edificios comunales.

### Museo de la resistencia y la deportación
Uno de los edificios de la reconstrucción de Carnegie ahora alberga el museo de la resistencia y la deportación de Picardía, así como una estela en homenaje a los animales de guerra única en Europa, gracias a la asociación HAGUP, creada por Siaux Pierre,  fue presidente y fundador, quien también creó la primera y única bandera oficial de animales.

## Demografía

### Gráfica de evolución
| Gráfica de evolución demográfica de Fargniers entre 1793 y 2021 |
|                                                                 |
| Población según los censos de población del INSEE.              |